# Red River (Cumberland River)
Der Red River ist ein 161 km langer rechter Nebenfluss des Cumberland River in den US-Bundesstaaten Tennessee und Kentucky.

## Flusslauf
Der Red River entspringt im Sumner County in Tennessee, 44 km ostnordöstlich von Nashville. Er fließt anfangs nach Nordwesten nach Kentucky. Nördlich von Adairville wendet sich der Fluss in Richtung Westsüdwest und erreicht wieder Kentucky. Der Red River entwickelt in der Folge zahlreiche Flussschlingen. Er nimmt die beiden größeren Nebenflüsse South Fork Red River und Sulphur Fork Red River von links auf. Der Red River nimmt noch kurz vor der Mündung bei Clarksville in den Cumberland River den von Norden kommenden West Fork Red River auf. Bei Adams, TN befindet sich ein Kanuverleih.

## Hydrologie
Der Red River entwässert ein Areal von etwa 3840 km². Das Einzugsgebiet erstreckt sich über den nördlichen Highland Rim in Tennessee sowie dem angrenzenden Pennyroyal Plateau in Kentucky. Der mittlere Abfluss (MQ) bei Port Royal unterhalb der Einmündung des Sulphur Fork Red River beträgt 39 m³/s. Die abflussstärkste Zeit im Jahr dauert von Januar bis April.